# Федотов, Спартак Петрович
Спартак Петрович Федотов (1930—2020) — советский и российский актёр театра и кино. Заслуженный артист Якутской АССР (1962). Народный артист Республики Саха (Якутия) (2017).

## Биография
Родился 16 января 1930 года в местности Нюкжа Тунгиро-Олекминского района Якутской АССР, ныне поселок Усть-Нюкжа Амурской области; представитель тюркского народа долганы.
Учился в Покровской средней школе. В 1955 году окончил Московское театральное училище имени М. С. Щепкина при Малом театре Союза ССР. В 1964—1965 годах учился на Высших режиссёрских курсах в Москве.
В 1958—1962 годах Спартак Федотов работал актёром Верхневилюйского государственного передвижного драматического театра.
В 1965—1966 годах — директор Якутского государственного музыкально-драматического театра имени П. А. Ойунского (ныне Саха академический театр имени П. А. Ойунского).
В 1966—1967 годах был главным режиссёр Нюрбинского государственного передвижного драматического театра.
В 1967—1972 годах — заведующий отделом культуры Ленинского районного Совета народных депутатов.
В 1972 году Спартак Петрович вернулся в Якутский драматический театр имени П. А. Ойунского, где служил актёром.
В последние годы жизни работал режиссёром Немюгюнского народного театра, который в настоящее время носит его имя.
Умер 27 июня 2020 года в Якутске.

## Творчество
Спартак Петрович Федотов сыграл много ролей на театральной сцене. Снялся в ряде фильмов, последняя роль в кино — Семён Ардахов в фильме «Снайпер саха» Никиты Аржакова; в этом фильме Федотову было 80 лет.

## Награды
- Народный артист Республики Саха (Якутия) (28 февраля 2017) — за особый вклад в развитие культуры, музыкального и театрального искусства республики, плодотворную многолетнюю творческую деятельность

- Заслуженный артист Якутской АССР (1962).
- Награждён на Якутском международном кинофестивале «За вклад в развитие якутского кинематографа».
- Награждён Почетной грамотой Президиума Верховного Совета РСФСР.
- Почётный гражданин Немюгюнского наслега и Хангаласского района.